# Liste d'insultes racistes
Vous pouvez aider à l'améliorer ou bien discuter des problèmes sur sa page de discussion.
- Il peut contenir une synthèse inédite de sources non directement liées au sujet de l'article ou de sources primaires. Vous pouvez aider en ajoutant des sources secondaires centrées sur le sujet de l'article ou en supprimant le contenu problématique. (Marqué depuis septembre 2024)

Vous pouvez aider à l'améliorer ou bien discuter des problèmes sur sa page de discussion.
- Il ne s’appuie pas, ou pas assez, sur des sources secondaires ou tertiaires. (Marqué depuis septembre 2024)

- Archive Wikiwix
- Bing
- Cairn
- DuckDuckGo
- E. Universalis
- Gallica
- Google
- G. Books
- G. News
- G. Scholar
- Persée
- Qwant
- (zh) Baidu
- (ru) Yandex
- (wd) trouver des œuvres sur Wikidata

Il s’agit d’une liste d'insultes racistes ou d'ethnophaulismes ou d'épithètes ethniques qui sont, ou ont été, utilisés comme insinuations ou allégations sur les membres d'une ethnie ou d'un groupe racial donné ou pour s'y référer de manière désobligeante, péjorative ou autrement insultante.

## Définition
Qu'il se manifeste par des propos ou des actes injurieux, discriminatoires ou violents, le racisme est interdit par la loi. Des sanctions pénales sont prévues à l'encontre des auteurs d'actes injurieux, discriminatoires ou violents. Lorsque le racisme s'exprime par des propos visant à dévaloriser l'apparence physique ou l'origine nationale ou ethnique d'une personne, il s'agit d'injures. Lorsque ces injures portent atteinte à l'honneur ou à la considération d'une personne et qu'elles sont portées à la connaissance du public, il s'agit de diffamation.

## Histoire
Marie Treps, linguiste et sémiologue, publie en 2018 Maudits mots, la fabrique des insultes racistes. L'ouvrage revient sur l'origine des désignations injurieuses et sur une « libération de la parole raciste ». Pour l'autrice, ce vocabulaire est lié « à des événements qui, d'une manière ou d'une autre, ont mis la société française en présence d'« Autres » (...) des autres considérés comme inférieurs ».

## Liste
| Terme                    | Localisation ou origine                    | Cible                                                               | Signification, origine et notes |
| ------------------------ | ------------------------------------------ | ------------------------------------------------------------------- | --- |
| Arabe de service         | France                                     | Maghrébins                                                          | Désigne les arabes qui se soumettent au pouvoir blanc. Il désigne également les acteurs d'origine maghrébine qui se cantonnent aux rôles stéréotypés. |
| Bamboula                 | France                                     | Noirs                                                               | Désigne un tirailleur sénégalais et plus généralement une personne noire. |
| Bougnoul Bougnoule       | France                                     | Maghrébins                                                          | Il provient de la langue wolof, composé de « Ñuul » (ou « gnoul ») qui signifie « être noir » et de « bu » (ou « bou ») qui est un démonstratif. Il cible d'abord les Noirs puis les Maghrébins. |
| Boucaque                 | France                                     | Noirs                                                               | Mot-valise, associant bougnoul, mot raciste appliqué aux Arabes, et de macaque, mot raciste appliqué aux Noirs. Toute référence raciale ou culturelle particulière est gommée. Le terme apparait dans la fin des années 1990. |
| Frog, Froggy, Frogeater, | Australie, Canada, Royaume-Uni, États-Unis | Néerlandais (auparavant) Français et Franco-Canadiens (maintenant)  | Avant le XIXe siècle, se référait aux Hollandais (car ils étaient stéréotypés comme étant des habitants des marais). Lorsque la France est devenue le principal ennemi de la Grande-Bretagne, remplaçant les Néerlandais, l'épithète leur a été transférée, en raison du penchant français pour manger des cuisses de grenouilles. Également connu dans les pays slaves, mais uniquement vers le français (continental), voir żabojad polonais, zhaboyid ukrainien (жабоїд), lyagushatnik russe (лягушатник) ; ainsi qu'en basque frantximant,. |
| Frouze                   | Belgique, Suisse                           | Français                                                            | |
| Grécoman                 | Bulgarie, Macédoine, Roumanie et Albanie   | Grecs                                                               | Un grécoman est un grec d'origine slave, albanaise ou roumaine. Il signifie « faire semblant d'être grec ». |
| Jiffs                    | Royaume-Uni                                | Indiens                                                             | Dérivé de l'acronyme JIFC, il s'agit d'un outil de propagande contre les indépendantistes indiens. |
| Khokhol                  | Russie                                     | Ukrainiens                                                          | Il peut se traduire par « benêt ». |
| Moskal                   | Biélorussie, Ukraine, Pologne, Pays baltes | Habitants de la grande-principauté de Moscou Russes (par extension) | Du XIIIe au XVIIIe siècle, ce terme désignait les habitants de la grande-principauté de Moscou. Par extension, il désigne aussi les Russes. |
| Pajeet                   | États-Unis (principalement)                | Indiens                                                             | Vient d'un Mème Internet se moquant des noms des habitants du Pendjab. |
| Nègre                    | France                                     | Noirs                                                               | Employé pour désigner des personnes noires, notamment depuis l'esclavage. |
| Rastaquouère             | France                                     | Sud-américains                                                      | Employé à partir de 1880 pour désigner les tanneurs d'Amérique du Sud qui étalaient leurs fortunes, il s'étend ensuite à toutes les populations étrangères, principalement européennes. |
| Rital                    | France, Belgique, Suisse                   | Italiens                                                            | Il est directement issu de l'apocope du mot « italien » et vise les réfugiés italiens après la Seconde Guerre Mondiale. |
| Smouglianki              | Russie                                     | Moldaves, Tatars de Crimée et Caucasiens                            | Qui peut se traduire par « petits noirauds ». |